# 高崎北警察署
高崎北警察署（たかさききたけいさつしょ）は、群馬県警察が管轄する警察署の一つである。署長は警視。

## 所在地
- 群馬県高崎市箕郷町上芝349番地

## 管轄区域
- 高崎市のうち八幡地区、長野地区、群馬地区、箕郷地区、榛名地区、倉渕地区[1]

## 沿革
- 2022年（令和4年）4月1日 - 高崎警察署から分離される形で開設。

## 組織
- 警務課 - 警務係、警察安全相談係、犯罪被害者支援係
- 留置管理課 - 留置管理係
- 会計課 - 会計係
- 生活安全課 - 生活安全係
- 地域課 - 地域係
- 刑事課 - 総務係、刑事係、鑑識係
- 交通課 - 交通係
- 警備課 - 警備係

## 交番
- 群馬交番（高崎市足門町818番地1）
- 榛名交番（高崎市下室田町1153番地2）

## 駐在所
- 三ノ倉駐在所（高崎市倉渕町三ノ倉458番地1）
- 権田駐在所（高崎市倉渕町権田197番地12）
- 北新波駐在所（高崎市北新波町110番地1）

- 剣崎駐在所（高崎市剣崎町223番地8）

## 主な未解決事件
- 群馬一家3人殺害事件（被疑者は逃亡中で、全国に指名手配されている。）